# Sofia Assis
Sofia Assis é uma  actriz portuguesa (17 de Fevereiro de 1996). Integrou a companhia Vidas de A a Z, da encenadora Mónica Gomes e integrou o grupo Músicas & Musicais.

## Biografia
Sofia Assis nasceu em Lisboa, a 17 de Fevereiro de 1996. Formada em Ciências e Tecnologias e em Expressão Dramática pelo Chapitô, obteve formação em dança na Jazzy Dance Studios, sendo que em 2014 decide formar-se em Teatro Musical, pela Academia INATEL. Iniciou o seu percurso profissional em 2006 com o grupo de teatro “Musicas & Musicais” no qual integrou vários espectáculos como O Rei Leão, West Side Story e Annie, apresentados no Auditório Camões, e Tarzan, no Casino de Lisboa. Entre 2006 e 2010 integra o espectáculo Auto de Natal, apresentado na Igreja de São Roque anualmente, onde interpretou vários papéis, entre eles o de Maria e de Anjo Gabriel.
Em 2015 integra o espectáculo Nham Nham - Um Delicioso Musical, com texto e encenação de Cláudio Hochman, coreografia de Bruno Cochat e composição e direcção musical de Carlos Garcia, que esteve em cena no Teatro da Trindade. Ainda no mesmo ano frequentou o workshop “A Construção da Personagem – Método Stanislavski (Nível 1)”, pela Ilha d’Arte – Escola de Artes, com Maria Henrique.
Entrou em Outubro de 2015 para a companhia Vidas de A a Z para integrar o elenco do espectáculo Amar ou Não Há Tragédia Sem Comédia: As Desventuras do Amor, nos papéis de Espírito e Locutora da Rádio Paraíso. O espectáculo estreou a 11 de Julho de 2015 na Casa da Cultura de Mora, tendo passado por varias salas de espectáculo, entre elas, Centro Cultural Dr. António Menano, Museu Municipal de Faro, Centro Cultural de Vila do Bispo, Auditório Municipal de Vendas Novas, tendo integrado também o FesTA (Festival de Teatro 2015). O espectáculo foi transmitido em directo pela Tv Guadiana a 26 de Setembro de 2015.
Em 2016 integra o espectáculo Uma Questão de Sexo ou de Morte no papel de Alberta, com encenação de Mónica Gomes, da Companhia Vidas de A a Z, que esteve em cena no Teatro Turim, em Benfica, e interpreta a personagem principal, de jihadista, no espectáculo Eu Sou Mediterrâneo: Um espectáculo sobre a banalidade do mal, também pela Companhia Vidas de A a Z.

## Teatro
- Eu Sou Mediterrâneo: Um espectáculo sobre a banalidade do mal, com a Companhia Vidas de A a Z  (2016)
- Não Há Tragédia Sem Comédia: As desventuras do Amor, com a Companhia Vidas de A a Z  (2015)
- Uma Questão de Sexo ou de Morte, com a Companhia Vidas de A a Z (2015-2016)
- Nham Nham - Um Delicioso Musical (2015)
- Annie, com o grupo Músicas & Musicais (2010)
- West Side Story, com o grupo Músicas & Musicais (2008)
- O Rei Leão, com o grupo Músicas & Musicais (2006)
- Tarzan, no Casino de Lisboa (2011)
- Auto de Natal (2006-2010), na Igreja de São Roque